# Doerankoelak
Doerankoelak (Bulgaars: Дуранкулак) is een dorp in het noordoosten van Bulgarije. Het dorp is gelegen in de gemeente Sjabla in de oblast Dobritsj. Het dorp ligt hemelsbreed ongeveer 57 km ten noordoosten van Dobritsj en 435 km ten noordoosten van Sofia.

## Bevolking
Het dorp Doerankoelak had bij een schatting van 2020 een inwoneraantal van 316 personen. Dit waren 99 mensen (-23,9%) minder dan 415 inwoners bij de officiële census van februari 2011. De gemiddelde jaarlijkse groei in die periode komt daarmee uit op -2,7%, hetgeen lager is dan het landelijk jaarlijks gemiddelde over deze periode (-0,63%). Het aantal inwoners vertoont al tientallen jaren een dalende trend: in 1946 woonden er nog 982 personen in het dorp.
- 1934 708
Koninkrijk Bulgarije
- 1946 982
Volksrepubliek Bulgarije
- 1956 954
Volksrepubliek Bulgarije
- 1965 956
Volksrepubliek Bulgarije
- 1975 906
Volksrepubliek Bulgarije
- 1985 777
Volksrepubliek Bulgarije
- 1992 684
Republiek Bulgarije
- 2001 572
Republiek Bulgarije
- 2011 415
Republiek Bulgarije
- 2020 316
Republiek Bulgarije

- Koninkrijk Bulgarije
- Volksrepubliek Bulgarije
- Republiek Bulgarije

In het dorp leven nagenoeg uitsluitend etnische Bulgaren, maar ook een kleine minderheid van de Roma. In februari 2011 identificeerden 390 van de 405 ondervraagden zichzelf als ethische “Bulgaren”, gevolgd door 11 “Roma”. 
| Etnische samenstelling van de respondenten (2011) | Etnische samenstelling van de respondenten (2011) | Etnische samenstelling van de respondenten (2011) | Etnische samenstelling van de respondenten (2011) | Etnische samenstelling van de respondenten (2011) |
| ------------------------------------------------- | ------------------------------------------------- | ------------------------------------------------- | ------------------------------------------------- | ------------------------------------------------- |
|                                                   |                                                   |                                                   |                                                   |                                                   |
| Bulgaren                                          | Bulgaren                                          |                                                   | 96,3%                                             | 96,3%                                             |
| Turken                                            | Turken                                            |                                                   | 0,0%                                              | 0,0%                                              |
| Roma                                              | Roma                                              |                                                   | 2,7%                                              | 2,7%                                              |
| Anders/Onbekend                                   | Anders/Onbekend                                   |                                                   | 1,0%                                              | 1,0%                                              |